# Port wodny

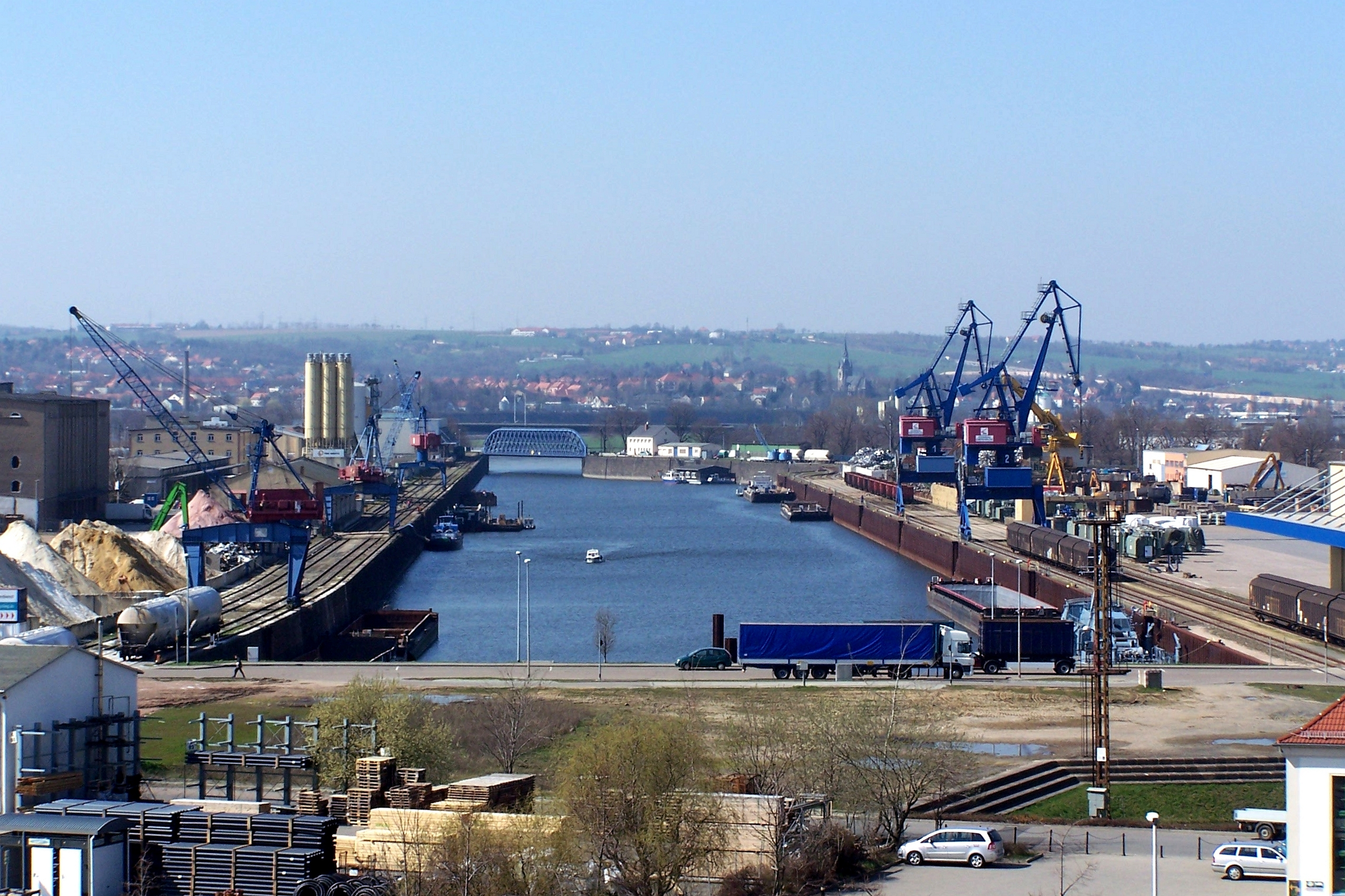
Port rzeczny w Dreźnie

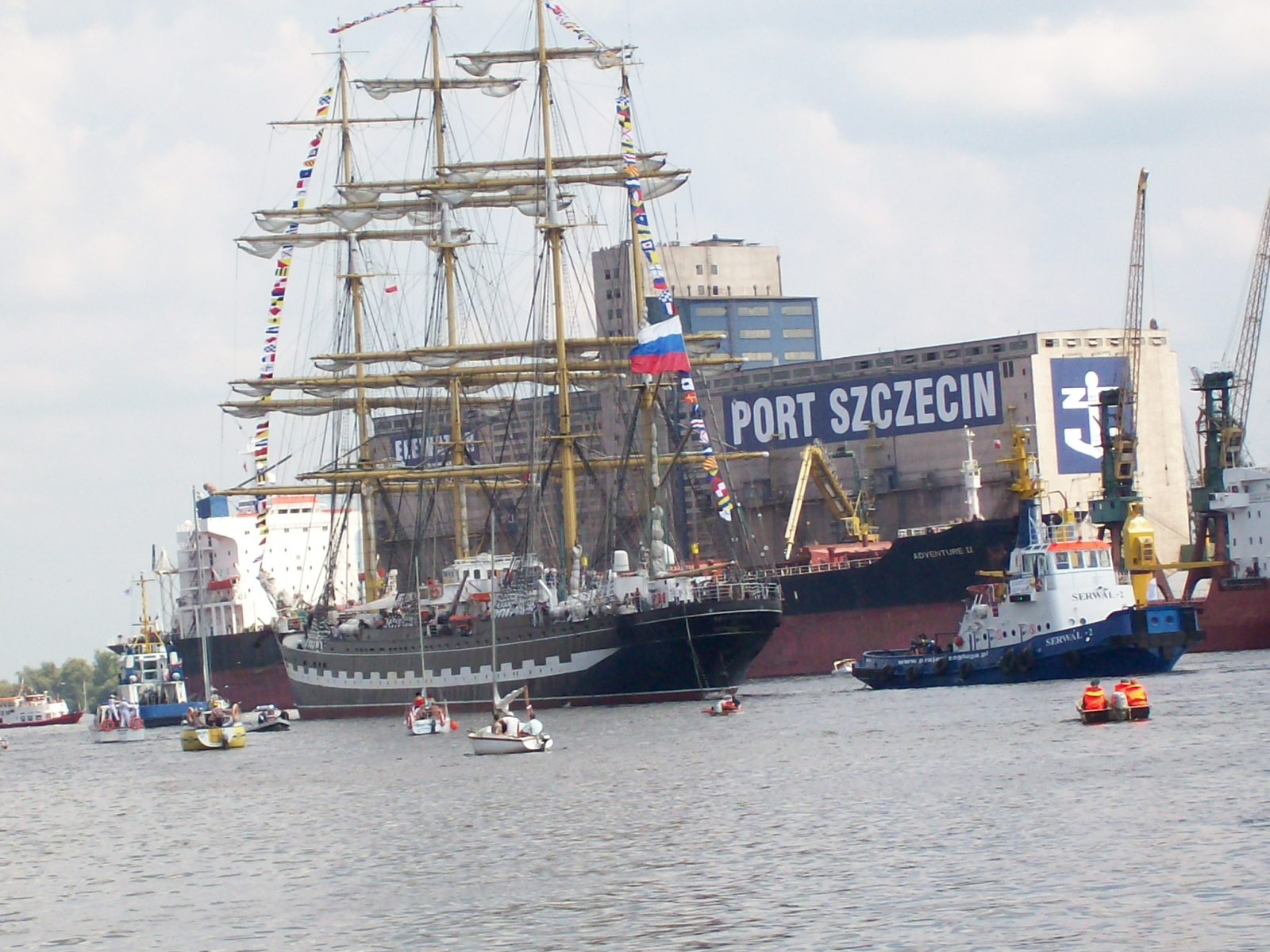
Port morski Szczecin – port morsko-rzeczny

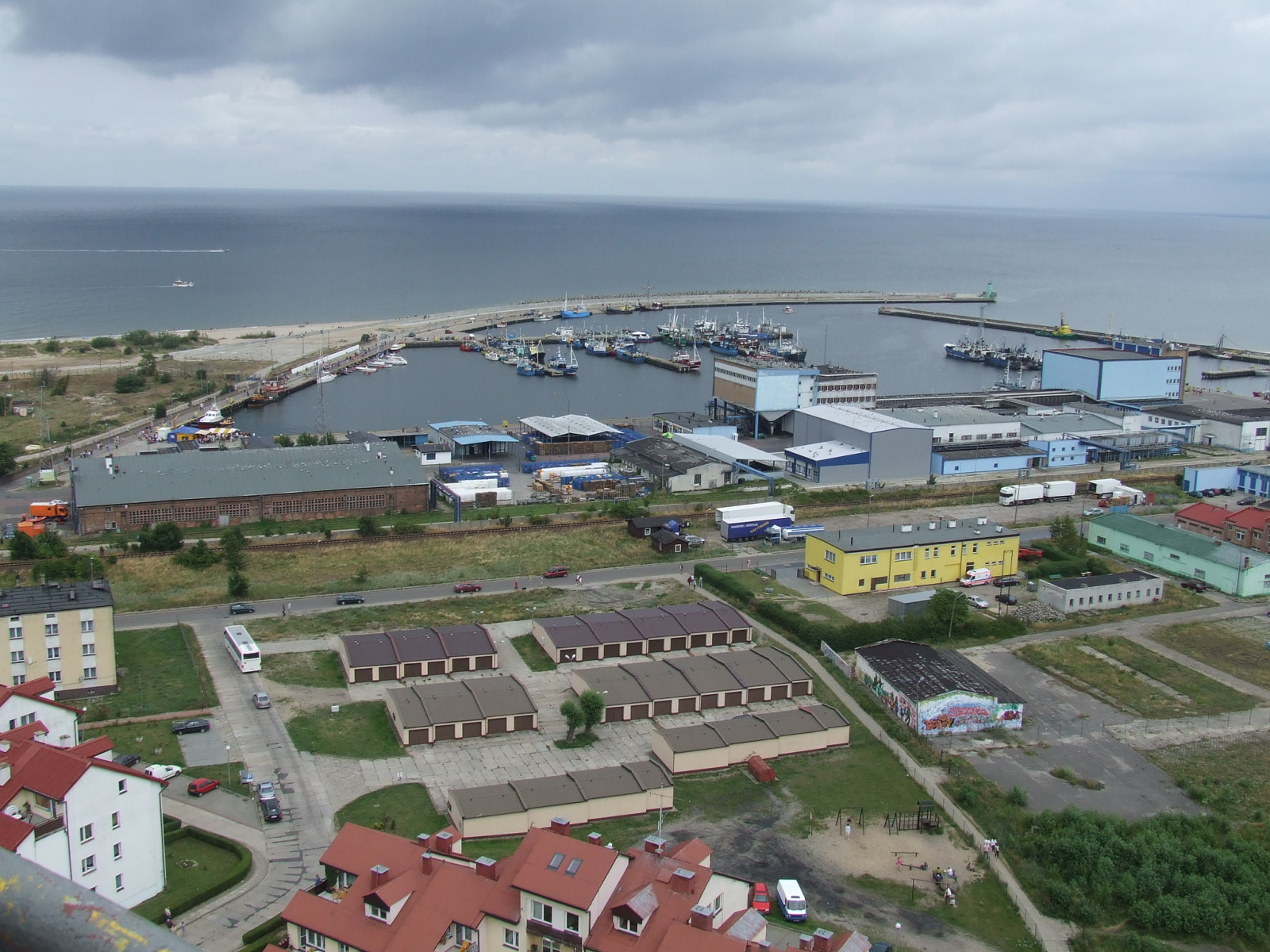
Port morski Władysławowo – port morski

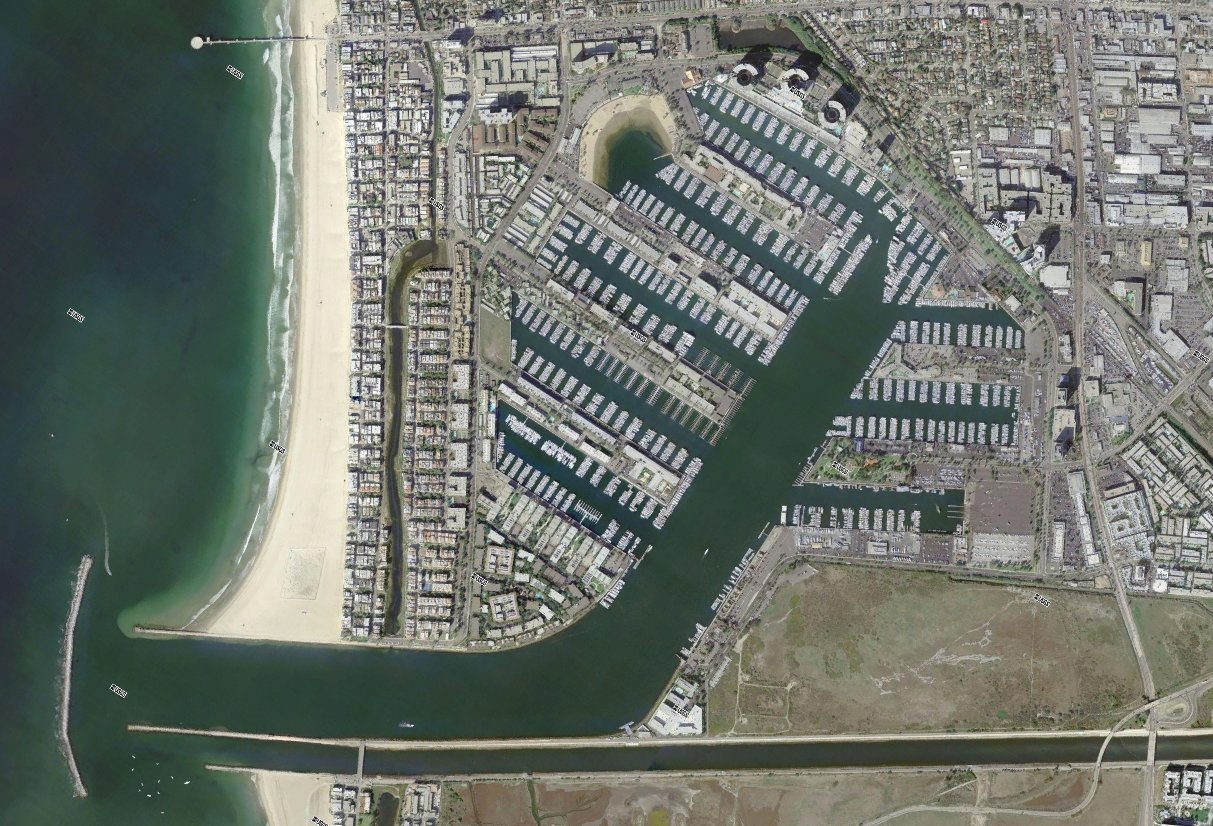
Port jachtowy Marina del Rey

Port wodny (z łac. portus) – miejsce do czasowego postoju jednostek pływających, gdzie może odbywać się załadunek/wyładunek towarów, przyjęcie pasażerów, uzupełnienie potrzebnych zapasów i artykułów, obsługa jednostki. Porty są wyposażone w zespół urządzeń umożliwiających cumowanie jednostek, wymianę osób i towarów, wykonanie typowych czynności związanych z eksploatacją danej jednostki (obsługa techniczna, uzupełnianie zapasów, usunięcie nieczystości, tankowanie itp.). Porty mogą być przystosowane do magazynowania i transportu towarów w głąb lądu.
Porty mogą być utworzone naturalnie, kiedy leżą u ujścia rzeki, w fiordzie, zatoce, lagunie, a także sztucznie, gdy powstają przez wykopanie basenów portowych i budowanie na przybrzeżnych wodach pirsów, falochronów itp. Budowy portu dokonuje się za pomocą kesonów wypełnianych kamieniami, piaskiem, cementem, które następnie są osadzane na dnie.

## Klasyfikacja
Ze względu na akwen można wyróżnić rodzaje portów:
- port morski
- port śródlądowy (port rzeczny i port jeziorny)
- port morsko-rzeczny (mieszany).

Ze względu na przeznaczenie można wyróżnić typy portów:
- port handlowy
- port rybacki
- port wojenny
- port jachtowy (port rekreacyjny).

Często jeden port łączy kilka funkcji, które są spełniane w wydzielonych basenach portowych.